# Robin Strömberg
Lars Robin Strömberg, född 23 januari 1992 i Tollarp, är en svensk före detta fotbollsspelare (mittfältare).

## Karriär
Strömbergs moderklubb är Tollarps IF. Han gick därefter till Mjällby AIF, där han debuterade i Allsvenskan 2011. Under säsongen 2012 var han utlånad till isländska Þór Akureyri. I januari 2015 presenterades han som ny spelare i Östers IF. I Öster var han med och vann Division 1 Södra som därmed tog klubben tillbaka till Superettan.
I januari 2017 värvades Strömberg av Division 1-klubben Ljungskile SK, där han skrev på ett tvåårskontrakt. Säsongen 2017 vann han skytteligan i Division 1 Södra, med 21 gjorda mål på 25 spelade matcher, en bedrift han upprepade året därpå, denna gång med 20 mål på 29 matcher.
Strömberg provspelade med GIF Sundsvall i december 2018.
Strömberg skrev i januari 2019 på för Superettan-klubben Norrby IF. Kontraktet sträckte sig över säsongen 2020. I januari 2021 skrev han på ett nytt ettårskontrakt med option på ytterligare ett år.
Den 9 januari 2022 blev Strömberg klar för spel i Division 2-klubben IFK Hässleholm.